# Paleó Tríkeri
Paleó Tríkeri, en grec moderne : Παλαιό Τρίκερι ou Kikýnithos  (Κικύνηθος) est un îlot situé à l'entrée du golfe Pagasétique, dans le district régional de Magnésie, en Grèce-Centrale. 
Il a une forme irrégulière, une superficie de 2,476 km2 et son point culminant est de 109 mètres. L'îlot est couvert d'une végétation dense composée principalement d'oliviers, et rappelle assez bien la végétation de la côte opposée. Paleó Tríkeri a été un lieu d'exil intérieur pour les femmes pendant la guerre civile grecque. 
Selon le recensement de 2011, la population de Paleó Tríkeri compte 59 habitants.

### Webographie
- Notices d'autorité :   - VIAF